# VI Giochi parapanamericani
I VI Giochi parapanamericani (in inglese 2019 Parapan American Games, in spagnolo Juegos Parapanamericanos de 2019) si sono tenuti a Lima, in Perù, dal 23 agosto al 1º settembre 2019, dodici giorni dopo la fine dei XVIII Giochi panamericani.
In questa edizione dei Giochi hanno fatto il loro debutto il badminton, il taekwondo paralimpico e il tiro a segno paralimpico.

## Assegnazione
Per l'organizzazione di questi Giochi e dei corrispondenti Giochi panamericani furono presentate quattro candidature, annunciate ufficialmente il 1º febbraio 2013. Le città candidate erano Lima (Perù), La Punta (Argentina), Santiago (Cile) e Ciudad Bolívar (Venezuela). Per Lima si trattava della seconda candidatura, dopo quella del 2015 quando l'organizzazione dei Giochi fu assegnata alla città canadese di Toronto; per le altre tre città era invece la prima candidatura.
Lima fu scelta come città ospitante l'11 ottobre 2013 durante una riunione del consiglio della Pan American Sport Organisation a Toronto.
| Città             | Nazione   | 1º turno |
| Lima              | Perù      | 31       |
| La Punta          | Argentina | 9        |
| Santiago del Cile | Cile      | 9        |
| Ciudad Bolívar    | Venezuela | 8        |

## I Giochi

### Paesi partecipanti
A questa edizione dei Giochi parapanamericani hanno preso parte 30 Paesi. Guyana e Saint Vincent e Grenadine erano alla loro prima partecipazione. Il Paraguay è tornato a partecipare dopo l'ultima presenza nel 2007, mentre non erano presenti le Isole Vergini Americane, che avevano partecipato all'edizione del 2015.
Nell'elenco che segue è indicato tra parentesi il numero di atleti partecipanti per ogni Paese.
- Argentina (213)
- Aruba (1)
- Barbados (1)
- Bermuda (4)
- Brasile (325)
- Canada (145)
- Cile (87)
- Colombia (183)
- Costa Rica (39)
- Cuba (48)
- Ecuador (28)
- El Salvador (16)
- Giamaica (9)
- Guatemala (19)
- Guyana (2)

- Haiti (2)
- Honduras (5)
- Messico (186)
- Nicaragua (5)
- Panama (14)
- Paraguay (3)
- Perù (138)
- Porto Rico (22)
- Rep. Dominicana (19)
- Saint Vincent e Grenadine (1)
- Stati Uniti (259)
- Suriname (1)
- Trinidad e Tobago (5)
- Uruguay (5)
- Venezuela (93)

### Discipline
Questa edizione dei Giochi ha visto la presenza di 17 differenti sport. Le prove del ciclismo sono state divise in gare su pista e gare su strada e hanno fatto il loro debutto il badminton, il taekwondo paralimpico e il tiro a segno paralimpico.
- Atletica leggera
- Badminton
- Boccia
- Calcio a 5-un-lato
- Calcio a 7-un-lato
- Ciclismo
  - Strada
  - Pista
- Goalball
- Judo

- Nuoto
- Pallacanestro in carrozzina
- Pesistica
- Rugby in carrozzina
- Sitting volley
- Taekwondo
- Tennis in carrozzina
- Tennistavolo
- Tiro

## Calendario
Le gare si sono tenute dal 23 agosto al 1º settembre 2019 (inclusi). La cerimonia di apertura si è svolta presso lo stadio nazionale del Perù, mentre quella di chiusura ha avuto luogo presso lo stato di atletica leggera della Villa Deportiva Nacional.
| CA | Cerimonia di apertura | ● | Qualificazioni | 1 | Finali per medaglia d'oro | CC | Cerimonia di chiusura |

| Agosto/Settembre            | Agosto/Settembre            | Gio | Ven | Sab | Dom | Lun | Mar | Mer | Gio | Ven | Sab | Dom | Totale |
| Agosto/Settembre            | Agosto/Settembre            | 22  | 23  | 24  | 25  | 26  | 27  | 28  | 29  | 30  | 31  | 1   | Totale |
| --------------------------- | --------------------------- | --- | --- | --- | --- | --- | --- | --- | --- | --- | --- | --- | ------ |
| Cerimonie                   | Cerimonie                   |     | CA  |     |     |     |     |     |     |     |     | CC  |        |
| Atletica leggera            | Atletica leggera            |     |     | 22  | 27  | 25  | 24  |     |     |     |     |     | 19     |
| Badminton                   | Badminton                   |     |     |     |     |     |     |     | ●   | ●   | 5   | 3   | 8      |
| Boccia                      | Boccia                      |     |     |     |     |     |     |     | ●   | ●   | 4   | 3   | 7      |
| Calcio a 5-un-lato          | Calcio a 5-un-lato          |     |     | ●   | ●   | ●   |     | ●   | ●   | 1   |     |     | 1      |
| Calcio a 7-un-lato          | Calcio a 7-un-lato          |     |     | ●   | ●   | ●   |     | ●   | ●   |     | 1   |     | 1      |
| Ciclismo                    | Strada                      |     |     |     |     |     |     |     |     | 5   |     | 8   | 13     |
| Ciclismo                    | Pista                       |     |     |     |     | 4   | 6   |     |     |     |     |     | 10     |
| Goalball                    | Goalball                    |     |     |     | ●   | ●   | ●   | ●   | ●   | ●   | 2   |     | 2      |
| Judo                        | Judo                        |     |     | 5   | 5   |     |     |     |     |     |     |     | 10     |
| Nuoto                       | Nuoto                       |     |     |     | 19  | 22  | 19  | 19  | 19  | 19  | 23  |     | 140    |
| Pallacanestro in carrozzina | Pallacanestro in carrozzina |     |     | ●   | ●   | ●   | ●   | ●   | ●   | 1   | 1   |     | 2      |
| Pesistica                   | Pesistica                   |     |     |     |     |     |     |     | 5   | 5   | 5   |     | 15     |
| Rugby in carrozzina         | Rugby in carrozzina         |     | ●   | ●   | ●   | ●   | 1   |     |     |     |     |     | 1      |
| Sitting volley              | Sitting volley              |     | ●   | ●   | ●   | ●   | ●   | 2   |     |     |     |     | 2      |
| Taekwondo                   | Taekwondo                   |     |     |     |     |     |     |     |     | 3   | 3   |     | 6      |
| Tennis in carrozzina        | Tennis in carrozzina        |     |     | ●   | ●   | ●   | ●   | ●   | 2   | 3   |     |     | 5      |
| Tennistavolo                | Tennistavolo                | ●   | 1   | 14  | ●   | ●   | 5   |     |     |     |     |     | 20     |
| Tiro                        | Tiro                        |     |     | 2   | 2   | 2   | 2   |     |     |     |     |     | 8      |

## Medagliere
| Pos.   | Paese             | Oro | Argento | Bronzo | Totale |
| ------ | ----------------- | --- | ------- | ------ | ------ |
| 1      | Brasile           | 123 | 99      | 85     | 307    |
| 2      | Stati Uniti       | 58  | 62      | 65     | 185    |
| 3      | Messico           | 55  | 58      | 45     | 158    |
| 4      | Colombia          | 47  | 36      | 50     | 133    |
| 5      | Argentina         | 27  | 37      | 43     | 107    |
| 6      | Canada            | 17  | 21      | 22     | 60     |
| 7      | Cuba              | 13  | 10      | 16     | 39     |
| 8      | Cile              | 10  | 12      | 11     | 33     |
| 9      | Ecuador           | 5   | 6       | 5      | 16     |
| 10     | Perù              | 5   | 3       | 7      | 15     |
| 11     | Venezuela         | 2   | 10      | 21     | 33     |
| 12     | Trinidad e Tobago | 2   | 1       | 1      | 4      |
| 13     | Bermuda           | 2   | 1       | 0      | 3      |
| 14     | Uruguay           | 1   | 0       | 1      | 2      |
| 15     | El Salvador       | 1   | 0       | 0      | 1      |
| 15     | Guatemala         | 1   | 0       | 0      | 1      |
| 17     | Rep. Dominicana   | 0   | 4       | 1      | 5      |
| 18     | Costa Rica        | 0   | 3       | 1      | 4      |
| 19     | Porto Rico        | 0   | 3       | 0      | 3      |
| 20     | Giamaica          | 0   | 2       | 2      | 4      |
| 21     | Panama            | 0   | 1       | 1      | 2      |
| Totale | Totale            | 369 | 369     | 377    | 1115   |